# شهرستان وپاکا (ویسکانسین)
شهرستان وپاکا، ویسکانسین (به انگلیسی: Waupaca County, Wisconsin) یک سکونتگاه مسکونی در ایالات متحده آمریکا است که در ویسکانسین واقع شده‌است.

## خصوصیات
شهرستان وپاکا ۱٬۹۸۱٫۳۵ کیلومترمربع مساحت دارد.